# Mohammad Rabbani
Mullah Mohammad Rabbani Akhund (paschtunisch محمد رباني; * 1955 in Pashmol, Afghanistan; † 16. April 2001 in  Rawalpindi, Pakistan) war eine der führenden Persönlichkeiten der Taliban und von 1996 bis 2001 Premierminister des Islamischen Emirates Afghanistan.

## Leben
Rabbani wurde 1955 geboren. Er gehörte dem Stamm der Kakar an, genoss zu Hause islamische Bildung, bevor er auf ein islamisches Seminar ging. Nach dem Einmarsch der sowjetischen Truppen in Afghanistan 1979 brach er seine Ausbildung ab und nahm am Krieg gegen die Sowjetunion teil. Nachdem das kommunistische Regime 1992 gefallen war, begannen die Mudschahid-Kämpfer sich gegenseitig zu bekämpfen.
1996 errichteten die Taliban das Islamische Emirat Afghanistan. Rabbani wurde dessen Führer und Premierminister. Er galt als der zweitmächtigste Mann der Taliban, jedoch kam es zu Differenzen zwischen ihm und dem Staatsoberhaupt Afghanistans Mohammed Omar.
Rabbani bekräftigte, dass seine Regierung den Terrorismus nicht unterstütze:

„Wir werden es nie zulassen, dass jemand innerhalb oder von Afghanistan aus terroristische Akte gegen irgendjemanden durchführt. Wir sind ein freies Land, in dem Osama als Gast lebt. So ist es wirklich und die Welt muss dies akzeptieren.“

Mohammad Rabbani starb am 16. April 2001 in einem Militärkrankenhaus im pakistanischen 
Rawalpindi an Leberkrebs. Die Presse in Islamabad schrieb über den Tod Rabbanis:

„Mullah Mohammad Rabbani war einer der Hauptgründer der Bewegung und hat viel zu Frieden und Sicherheit in unserem Land beigetragen. Sein Verdienst um den Islam ist unvergesslich. Sein Tod ist ein unersetzlicher Verlust.“

Rabbani wurde nach Kandahar überführt und dort auf dem Märtyrerfriedhof der Taliban beigesetzt.